# Митиаро
Митиаро (англ. Mitiaro) — остров в Тихом океане в составе Южной группы островов Кука, в 263 км от Раротонги.

## География
Остров вулканического происхождения, средний радиус — 2,76 км, наибольшая ширина — 6,4 км. Окружен макатеа шириной 400—800 м и высотой 6—9 м. Внутренняя часть — плато высотой 3-12 м, большая часть заболочена, два озера.
Средняя глубина океана в районе острова 4500 м.

## История
Населен маори островов Кука. 29 июля 1823 на острове высадился первый европеец, миссионер Джон Уильямс в сопровождении одного из арики (вождей) соседнего острова Атиу. Вскоре все население Митиаро (менее 100 человек) было обращено в христианство.
31 октября 1888 капитан Бурк поднял над островом британский флаг, объявив Митиаро протекторатом Великобритании. В 1901 остров был передан под управление Новой Зеландии. Население Митиаро на тот момент составляло 165 человек.

## Население
Согласно переписи 2011 года на Митиаро проживает 189 человек.